# Église Saint-Jean-Baptiste d'Arnsberg
L'église Saint-Jean-Baptiste d'Arnsberg est une église catholique située dans le district de Neheim dans la ville d'Arnsberg en Allemagne.
C'est la plus haute église de la ville.
L'édifice est de style néo-roman

## Historique
L'église a été construite en deux phases suivant les plans des architectes Carl Rüdell et Richard Odenthal.
De 1892 à 1893, ont été construits le transept, le chœur et deux des tours qui complétèrent l'ancienne église qui existait depuis 1822.
Après une interruption, la construction a repris de 1910 à 1913 avec l'achèvement de la nef et de la tour principale tandis que l'ancienne église a été détruite.

## Dimensions
Les dimensions de l'édifice sont les suivantes :
- Hauteur intérieure : 20,5 m
- Longueur : 75 m
- Hauteur de la tour principale : 83 m
- Hauteur des deux tours du chœur : 41 m

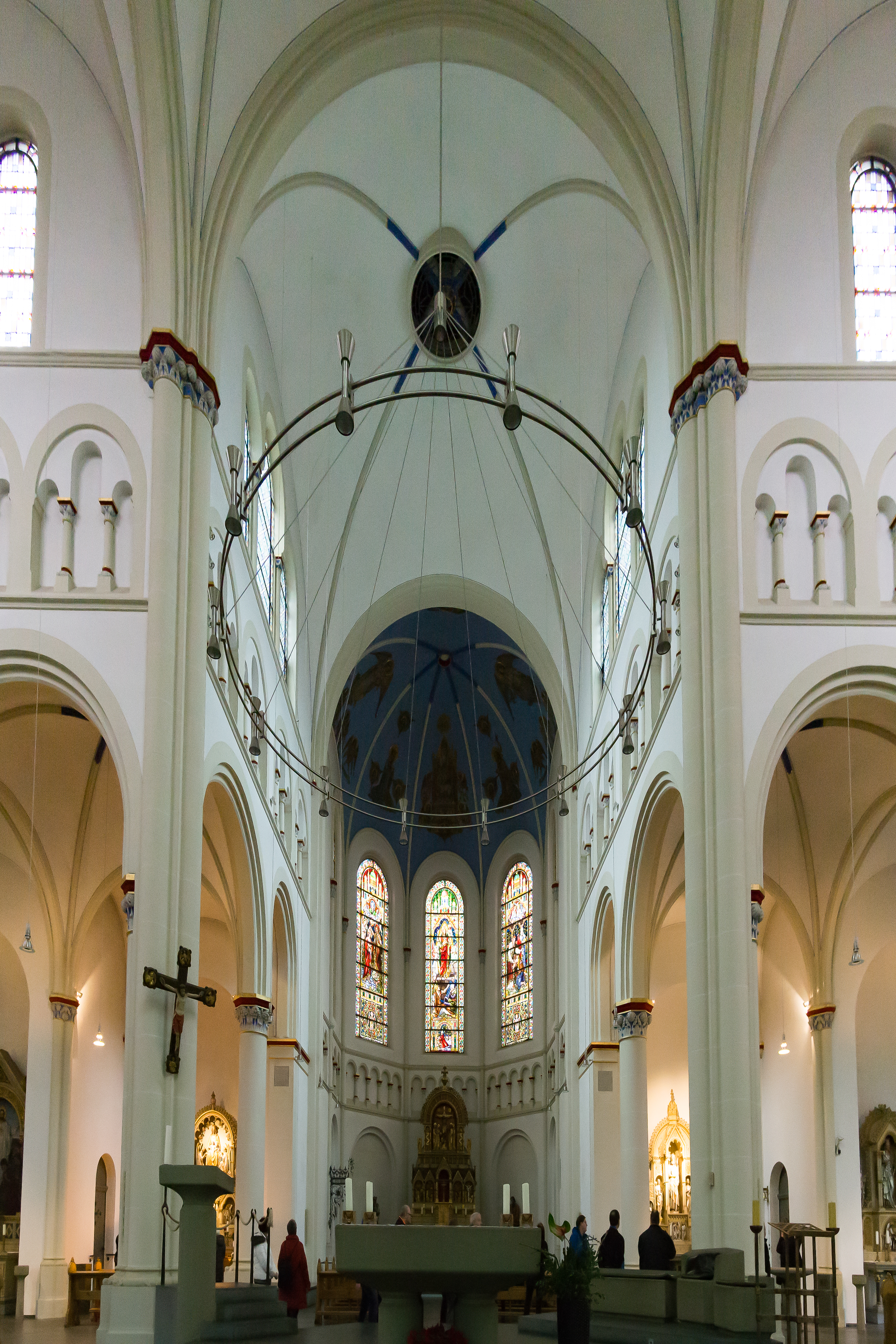
Intérieur de l'église

- Largeur : 44 m